# ديربي بريدة
ديربي بريدة أو كما يعرف باسم ديربي القصيم هو ديربي كرة قدم بين فريقين من مدينة بريدة في منطقة القصيم الواقعة شمال وسط المملكة العربية السعودية يجمع بين نادي الرائد ونادي التعاون وهو أحد ديربيات كرة القدم السعودية بجوار ديربي الرياض وديربي جدة وديربي الشرقية وديربي سدير، يقام الديربي ضمن منافسات الدوري السعودي الممتاز وأحياناً ضمن بطولات أخرى مثل كأس الملك وكأس ولي العهد، تلعب مبارياته على ملعب مدينة الملك عبدالله الرياضية ببريدة الذي تصل طاقته الاستيعابية إلى 26000 متفرج.
بدأ الديربي في الستينات الميلادية (الثمانينات الهجرية) على مستوى المنطقة تحديداً عام 1962 في دوري منطقة القصيم ثم في دوري الدرجة الأولى من عام 1981 واستمر الديربي بينهما ما عدا بعض المواسم التي يصعد فيها أحدهما للدرجة الممتازة حتى تواجد الفريقان معاً في دوري خادم الحرمين الشريفين لأول مرة عام 1996 والذي شهد هبوطهما معاً ثم تواجدا في دوري المحترفين السعودي 2011 واستمرا فيه حتى الآن.
تأسس الرائد (الأهلي سابقاً) عام 1954 وبعده بعامين تأسس التعاون (الشباب سابقاً) عام 1956، يحمل الرائد اللون الأحمر والأسود والأبيض ويحمل التعاون اللون الأصفر والأزرق والأسود.
أقيم أول لقاء بين الفريقين عام 1962 في دوري منطقة القصيم وانتهى بفوز الرائد بنتيجة 3-1 بينما كان اللقاء الأول في الدرجة الممتازة عام 1996 في دوري خادم الحرمين الشريفين وانتهى بالتعادل السلبي أما أول لقاء في دوري المحترفين فانتهى بفوز التعاون 1-0.
يُطلق على الفريقين إعلامياً وجماهيرياً عدة ألقاب أكثرها استخداماً لقب رائد التحدي بالنسبة للرائد وسكري القصيم بالنسبة للتعاون.

## إحصائيات
| المنافسة                  | المباريات | فوز الرائد | أهدافه | فوز التعاون | أهدافه | التعادلات |
| ------------------------- | --------- | ---------- | ------ | ----------- | ------ | --------- |
| دوري الدرجة الممتازة      | 28        | 6          | 32     | 12          | 45     | 10        |
| دوري الدرجة الأولى        | 30        | 15         | 38     | 4           | 22     | 11        |
| دوري منطقة القصيم         | 30        | 12         | 51     | 10          | 41     | 8         |
| مجموع مباريات الدوري      | 88        | 33         | 121    | 26          | 108    | 29        |
| كأس الملك                 | 2         | 0          | 0      | 2           | 2      | 0         |
| كأس ولي العهد             | 13        | 10         | 22     | 3           | 11     | 0         |
| كأس الاتحاد (الأمير فيصل) | 10        | 3          | 11     | 5           | 18     | 2         |
| مجموع المباريات الرسمية   | 113       | 46         | 154    | 36          | 139    | 31        |
| الودية                    | 1         | 0          | 0      | 1           | 1      | 0         |
| المجموع الكلي             | 114       | 46         | 154    | 37          | 140    | 31        |

* الودية تشمل المباريات الودية والرمضانية والتنشيطية (مثل بطولة الأمير عبد الإله).

## مواجهات الفريقين
* جميع مباريات الفريقين على مستوى الفريق الأول في كل الدرجات.
| الرقم | الموسم | التاريخ                                              | البطولة                                              | المستضيف                                             | النتيجة                                              | الضيف                                                | الملعب*                                              | سجّل الأهداف                                                                                    |
| ----- | ------ | ---------------------------------------------------- | ---------------------------------------------------- | ---------------------------------------------------- | ---------------------------------------------------- | ---------------------------------------------------- | ---------------------------------------------------- | ---------------------------------------------------------------------------------------------- |
| 3     | 1963   | 1963/0/0                                             | تصفيات كأس ولي العهد                                 | الرائد                                               | 3–1                                                  | التعاون                                              | بريدة                                                |                                                                                                |
| 4     | 1963   | 1963/0/0                                             | دوري منطقة القصيم                                    | الرائد                                               | 0–1                                                  | التعاون                                              | بريدة                                                |                                                                                                |
| 5     | 1963   | 1963/0/0                                             | دوري منطقة القصيم                                    | التعاون                                              | 0–0                                                  | الرائد                                               | بريدة                                                |                                                                                                |
| 6     | 1964   | 1964/0/0                                             | دوري منطقة القصيم                                    | الرائد                                               | 1–1                                                  | التعاون                                              | بريدة                                                |                                                                                                |
| 7     | 1964   | 1964/0/0                                             | دوري منطقة القصيم                                    | التعاون                                              | 2–1                                                  | الرائد                                               | بريدة                                                |                                                                                                |
| 8     | 1965   | 1965/0/0                                             | تصفيات كأس ولي العهد                                 | الرائد                                               | 2–0                                                  | التعاون                                              | بريدة                                                |                                                                                                |
| 9     | 1965   | 1965/0/0                                             | دوري منطقة القصيم                                    | الرائد                                               | 2–3                                                  | التعاون                                              | بريدة                                                |                                                                                                |
| 10    | 1965   | 1965/0/0                                             | دوري منطقة القصيم                                    | التعاون                                              | 1–5                                                  | الرائد                                               | بريدة                                                |                                                                                                |
| 11    | 1966   | 1966/0/0                                             | تصفيات كأس ولي العهد                                 | الرائد                                               | 2–1                                                  | التعاون                                              | بريدة                                                |                                                                                                |
| 12    | 1966   | 1966/0/0                                             | دوري منطقة القصيم                                    | الرائد                                               | 2–0                                                  | التعاون                                              | بريدة                                                |                                                                                                |
| 14    | 1966   | 1966/0/0                                             | دوري منطقة القصيم                                    | التعاون                                              | 3–3                                                  | الرائد                                               | بريدة                                                |                                                                                                |
| 13    | 1967   | 1967/0/0                                             | تصفيات كأس ولي العهد                                 | الرائد                                               | 3–1                                                  | التعاون                                              | بريدة                                                |                                                                                                |
| 15    | 1967   | 1967/0/0                                             | دوري منطقة القصيم                                    | الرائد                                               | 1–2                                                  | التعاون                                              | بريدة                                                |                                                                                                |
| 16    | 1967   | 1967/0/0                                             | دوري منطقة القصيم                                    | التعاون                                              | 1–2                                                  | الرائد                                               | بريدة                                                |                                                                                                |
| 17    | 1968   | 1968/0/0                                             | تصفيات كأس ولي العهد                                 | الرائد                                               | 0–2                                                  | التعاون                                              | بريدة                                                |                                                                                                |
| 18    | 1968   | 1968/0/0                                             | دوري منطقة القصيم                                    | الرائد                                               | 3–1                                                  | التعاون                                              | بريدة                                                |                                                                                                |
| 19    | 1968   | 1968/0/0                                             | دوري منطقة القصيم                                    | التعاون                                              | 2–0                                                  | الرائد                                               | بريدة                                                |                                                                                                |
| 20    | 1969   | 1969/0/0                                             | تصفيات كأس ولي العهد                                 | الرائد                                               | 0–1                                                  | التعاون                                              | بريدة                                                |                                                                                                |
| 21    | 1969   | 1969/0/0                                             | دوري منطقة القصيم                                    | الرائد                                               | 0–0                                                  | التعاون                                              | بريدة                                                |                                                                                                |
| 22    | 1969   | 1969/0/0                                             | دوري منطقة القصيم                                    | التعاون                                              | 2–2                                                  | الرائد                                               | بريدة                                                |                                                                                                |
| 23    | 1970   | 1970/0/0                                             | تصفيات كأس ولي العهد                                 | الرائد                                               | 2–1                                                  | التعاون                                              | بريدة                                                |                                                                                                |
| 24    | 1970   | 1970/0/0                                             | دوري منطقة القصيم                                    | الرائد                                               | 3–2                                                  | التعاون                                              | بريدة                                                |                                                                                                |
| 25    | 1970   | 1970/0/0                                             | دوري منطقة القصيم                                    | التعاون                                              | 1–2                                                  | الرائد                                               | بريدة                                                |                                                                                                |
| 26    | 1971   | 1971/0/0                                             | تصفيات كأس ولي العهد                                 | الرائد                                               | 2–1                                                  | التعاون                                              | بريدة                                                |                                                                                                |
| 27    | 1971   | 1971/0/0                                             | دوري منطقة القصيم                                    | الرائد                                               | 3–2                                                  | التعاون                                              | بريدة                                                |                                                                                                |
| 28    | 1971   | 1971/0/0                                             | دوري منطقة القصيم                                    | التعاون                                              | 2–2                                                  | الرائد                                               | بريدة                                                |                                                                                                |
| 29    | 1972   | 1972/0/0                                             | تصفيات كأس ولي العهد                                 | الرائد                                               | 2–0                                                  | التعاون                                              | بريدة                                                |                                                                                                |
| 30    | 1972   | 1972/0/0                                             | دوري منطقة القصيم                                    | الرائد                                               | 0–2                                                  | التعاون                                              | بريدة                                                |                                                                                                |
| 31    | 1972   | 1972/0/0                                             | دوري منطقة القصيم                                    | التعاون                                              | 2–1                                                  | الرائد                                               | بريدة                                                |                                                                                                |
| 32    | 1973   | 1973/0/0                                             | دوري منطقة القصيم                                    | الرائد                                               | 2–3                                                  | التعاون                                              | بريدة                                                |                                                                                                |
| 33    | 1973   | 1973/0/0                                             | دوري منطقة القصيم                                    | التعاون                                              | 2–2                                                  | الرائد                                               | بريدة                                                |                                                                                                |
| 34    | 1974   | 1974/0/0                                             | دوري منطقة القصيم                                    | الرائد                                               | 3–1                                                  | التعاون                                              | بريدة                                                |                                                                                                |
| 35    | 1974   | 1974/0/0                                             | دوري منطقة القصيم                                    | التعاون                                              | 0–2                                                  | الرائد                                               | بريدة                                                |                                                                                                |
| 36    | 1975   | 1975/0/0                                             | دوري منطقة القصيم                                    | الرائد                                               | 0–0                                                  | التعاون                                              | بريدة                                                |                                                                                                |
| 37    | 1975   | 1975/0/0                                             | دوري منطقة القصيم                                    | التعاون                                              | 1–0                                                  | الرائد                                               | بريدة                                                |                                                                                                |
| 38    | 1976   | 1976/0/0                                             | كأس الاتحاد (كأس الأمير فيصل) درجة أولى              | الرائد                                               | 1–0                                                  | التعاون                                              | بريدة                                                |                                                                                                |
| 39    | 1976   | 1976/0/0                                             | تصفيات كأس ولي العهد                                 | الرائد                                               | 2–0                                                  | التعاون                                              | بريدة                                                |                                                                                                |
| 40    | 1976   | 1976/0/0                                             | دوري منطقة القصيم                                    | الرائد                                               | 2–0                                                  | التعاون                                              | بريدة                                                |                                                                                                |
| 41    | 1976   | 1976/0/0                                             | دوري منطقة القصيم                                    | التعاون                                              | 3–2                                                  | الرائد                                               | بريدة                                                |                                                                                                |
| -     | 1977   | لم يلتقيا لوجود كل منهما في مجموعة في الدرجة الثانية | لم يلتقيا لوجود كل منهما في مجموعة في الدرجة الثانية | لم يلتقيا لوجود كل منهما في مجموعة في الدرجة الثانية | لم يلتقيا لوجود كل منهما في مجموعة في الدرجة الثانية | لم يلتقيا لوجود كل منهما في مجموعة في الدرجة الثانية | لم يلتقيا لوجود كل منهما في مجموعة في الدرجة الثانية |                                                                                                |
| -     | 1978   | لم يلتقيا لوجود كل منهما في مجموعة في الدرجة الثانية | لم يلتقيا لوجود كل منهما في مجموعة في الدرجة الثانية | لم يلتقيا لوجود كل منهما في مجموعة في الدرجة الثانية | لم يلتقيا لوجود كل منهما في مجموعة في الدرجة الثانية | لم يلتقيا لوجود كل منهما في مجموعة في الدرجة الثانية | لم يلتقيا لوجود كل منهما في مجموعة في الدرجة الثانية |                                                                                                |
| -     | 1979   | لم يلتقيا لصعود التعاون للدرجة الأولى                | لم يلتقيا لصعود التعاون للدرجة الأولى                | لم يلتقيا لصعود التعاون للدرجة الأولى                | لم يلتقيا لصعود التعاون للدرجة الأولى                | لم يلتقيا لصعود التعاون للدرجة الأولى                | لم يلتقيا لصعود التعاون للدرجة الأولى                |                                                                                                |
| -     | 1980   | لم يلتقيا لصعود التعاون للدرجة الأولى                | لم يلتقيا لصعود التعاون للدرجة الأولى                | لم يلتقيا لصعود التعاون للدرجة الأولى                | لم يلتقيا لصعود التعاون للدرجة الأولى                | لم يلتقيا لصعود التعاون للدرجة الأولى                | لم يلتقيا لصعود التعاون للدرجة الأولى                |                                                                                                |
| 42    | 1981   | 1981/0/0                                             | دوري الدرجة الأولى                                   | الرائد                                               | 0–0                                                  | التعاون                                              | بريدة                                                |                                                                                                |
| 43    | 1981   | 1981/0/0                                             | دوري الدرجة الأولى                                   | التعاون                                              | 1–0                                                  | الرائد                                               | بريدة                                                |                                                                                                |
| -     | 1982   | لم يلتقيا لهبوط الرائد للدرجة الثانية                | لم يلتقيا لهبوط الرائد للدرجة الثانية                | لم يلتقيا لهبوط الرائد للدرجة الثانية                | لم يلتقيا لهبوط الرائد للدرجة الثانية                | لم يلتقيا لهبوط الرائد للدرجة الثانية                | لم يلتقيا لهبوط الرائد للدرجة الثانية                |                                                                                                |
| -     | 1983   | لم يلتقيا لهبوط الرائد للدرجة الثانية                | لم يلتقيا لهبوط الرائد للدرجة الثانية                | لم يلتقيا لهبوط الرائد للدرجة الثانية                | لم يلتقيا لهبوط الرائد للدرجة الثانية                | لم يلتقيا لهبوط الرائد للدرجة الثانية                | لم يلتقيا لهبوط الرائد للدرجة الثانية                |                                                                                                |
| -     | 1984   | لم يلتقيا لهبوط الرائد للدرجة الثانية                | لم يلتقيا لهبوط الرائد للدرجة الثانية                | لم يلتقيا لهبوط الرائد للدرجة الثانية                | لم يلتقيا لهبوط الرائد للدرجة الثانية                | لم يلتقيا لهبوط الرائد للدرجة الثانية                | لم يلتقيا لهبوط الرائد للدرجة الثانية                |                                                                                                |
| 44    | 1985   | 1984/0/0                                             | تصفيات كأس الملك                                     | الرائد                                               | 0–1                                                  | التعاون                                              | بريدة                                                |                                                                                                |
| 45    | 1985   | 1984/11/9                                            | دوري الدرجة الأولى                                   | الرائد                                               | 1–1                                                  | التعاون                                              | بريدة                                                |                                                                                                |
| 46    | 1985   | 1985/2/22                                            | دوري الدرجة الأولى                                   | التعاون                                              | 1–1                                                  | الرائد                                               | بريدة                                                |                                                                                                |
| 47    | 1986   | 1985/12/19                                           | دوري الدرجة الأولى                                   | الرائد                                               | 0–2                                                  | التعاون                                              | بريدة                                                |                                                                                                |
| 48    | 1986   | 1986/2/28                                            | دوري الدرجة الأولى                                   | التعاون                                              | 0–2                                                  | الرائد                                               | بريدة                                                |                                                                                                |
| -     | 1987   | لم يلتقيا لصعود الرائد للممتاز                       | لم يلتقيا لصعود الرائد للممتاز                       | لم يلتقيا لصعود الرائد للممتاز                       | لم يلتقيا لصعود الرائد للممتاز                       | لم يلتقيا لصعود الرائد للممتاز                       | لم يلتقيا لصعود الرائد للممتاز                       |                                                                                                |
| 49    | 1988   | 1987/8/19                                            | بطولة الأمير عبد الإله                               | التعاون                                              | 1–0                                                  | الرائد                                               | بريدة                                                | (بطولة ودية نظمها التعاون)                                                                     |
| 50    | 1988   | 1987/9/25                                            | دوري الدرجة الأولى                                   | الرائد                                               | 0–0                                                  | التعاون                                              | بريدة                                                |                                                                                                |
| 51    | 1988   | 1987/11/27                                           | دوري الدرجة الأولى                                   | التعاون                                              | 0–1                                                  | الرائد                                               | بريدة                                                |                                                                                                |
| 52    | 1989   | 1988/11/10                                           | دوري الدرجة الأولى                                   | الرائد                                               | 1–0                                                  | التعاون                                              | بريدة                                                |                                                                                                |
| 53    | 1989   | 1989/1/12                                            | دوري الدرجة الأولى                                   | التعاون                                              | 0–0                                                  | الرائد                                               | بريدة                                                |                                                                                                |
| -     | 1990   | لم يلتقيا لصعود الرائد للممتاز                       | لم يلتقيا لصعود الرائد للممتاز                       | لم يلتقيا لصعود الرائد للممتاز                       | لم يلتقيا لصعود الرائد للممتاز                       | لم يلتقيا لصعود الرائد للممتاز                       | لم يلتقيا لصعود الرائد للممتاز                       |                                                                                                |
| 54    | 1991   | 1990/10/26                                           | دوري الدرجة الأولى                                   | الرائد                                               | 2–0                                                  | التعاون                                              | بريدة                                                |                                                                                                |
| 55    | 1991   | 1990/12/27                                           | دوري الدرجة الأولى                                   | التعاون                                              | 2–2                                                  | الرائد                                               | بريدة                                                |                                                                                                |
| 56    | 1992   | 1991/11/22                                           | دوري الدرجة الأولى                                   | الرائد                                               | 2–0                                                  | التعاون                                              | بريدة                                                |                                                                                                |
| 57    | 1992   | 1992/4/27                                            | دوري الدرجة الأولى                                   | التعاون                                              | 0–2                                                  | الرائد                                               | بريدة                                                |                                                                                                |
| -     | 1993   | لم يلتقيا لصعود الرائد للممتاز                       | لم يلتقيا لصعود الرائد للممتاز                       | لم يلتقيا لصعود الرائد للممتاز                       | لم يلتقيا لصعود الرائد للممتاز                       | لم يلتقيا لصعود الرائد للممتاز                       | لم يلتقيا لصعود الرائد للممتاز                       |                                                                                                |
| -     | 1994   | لم يلتقيا لصعود الرائد للممتاز                       | لم يلتقيا لصعود الرائد للممتاز                       | لم يلتقيا لصعود الرائد للممتاز                       | لم يلتقيا لصعود الرائد للممتاز                       | لم يلتقيا لصعود الرائد للممتاز                       | لم يلتقيا لصعود الرائد للممتاز                       |                                                                                                |
| -     | 1995   | لم يلتقيا لصعود الرائد للممتاز                       | لم يلتقيا لصعود الرائد للممتاز                       | لم يلتقيا لصعود الرائد للممتاز                       | لم يلتقيا لصعود الرائد للممتاز                       | لم يلتقيا لصعود الرائد للممتاز                       | لم يلتقيا لصعود الرائد للممتاز                       |                                                                                                |
| 58    | 1996   | 1996/1/8                                             | دوري خادم الحرمين                                    | الرائد                                               | 0–0                                                  | التعاون                                              | بريدة                                                |                                                                                                |
| 59    | 1996   | 1996/3/29                                            | دوري خادم الحرمين                                    | التعاون                                              | 5–1                                                  | الرائد                                               | بريدة                                                |                                                                                                |
| 60    | 1997   | 1996/11/8                                            | كأس الاتحاد (كأس الأمير فيصل) درجة أولى              | الرائد                                               | 1–3 (ترجيح)                                          | التعاون                                              | بريدة                                                |                                                                                                |
| 61    | 1997   | 1997/0/0                                             | دوري الدرجة الأولى                                   | الرائد                                               | 2–1                                                  | التعاون                                              | بريدة                                                |                                                                                                |
| 62    | 1997   | 1997/0/0                                             | دوري الدرجة الأولى                                   | التعاون                                              | 1–0                                                  | الرائد                                               | بريدة                                                |                                                                                                |
| -     | 1998   | لم يلتقيا لصعود التعاون للممتاز                      | لم يلتقيا لصعود التعاون للممتاز                      | لم يلتقيا لصعود التعاون للممتاز                      | لم يلتقيا لصعود التعاون للممتاز                      | لم يلتقيا لصعود التعاون للممتاز                      | لم يلتقيا لصعود التعاون للممتاز                      |                                                                                                |
| 63    | 1999   | 1998/11/23                                           | دوري الدرجة الأولى                                   | الرائد                                               | 1–1                                                  | التعاون                                              | بريدة                                                |                                                                                                |
| 64    | 1999   | 1999/1/3                                             | دوري الدرجة الأولى                                   | التعاون                                              | 0–2                                                  | الرائد                                               | بريدة                                                |                                                                                                |
| -     | 2000   | لم يلتقيا لصعود الرائد للممتاز                       | لم يلتقيا لصعود الرائد للممتاز                       | لم يلتقيا لصعود الرائد للممتاز                       | لم يلتقيا لصعود الرائد للممتاز                       | لم يلتقيا لصعود الرائد للممتاز                       | لم يلتقيا لصعود الرائد للممتاز                       |                                                                                                |
| 65    | 2001   | 2000/11/16                                           | دوري الدرجة الأولى                                   | الرائد                                               | 2–2                                                  | التعاون                                              | بريدة                                                |                                                                                                |
| 66    | 2001   | 2001/1/18                                            | دوري الدرجة الأولى                                   | التعاون                                              | 1–1                                                  | الرائد                                               | بريدة                                                |                                                                                                |
| 67    | 2002   | 2001/9/23                                            | كأس الأمير فيصل (كأس الاتحاد) درجة أولى              | الرائد                                               | 4-5                                                  | التعاون                                              | بريدة                                                |                                                                                                |
| 68    | 2002   | 2001/10/7                                            | كأس الأمير فيصل (كأس الاتحاد) درجة أولى              | التعاون                                              | 1–0                                                  | الرائد                                               | بريدة                                                |                                                                                                |
| 69    | 2002   | 2001/0/0                                             | تصفيات كأس ولي العهد                                 | الرائد                                               | 2–1                                                  | التعاون                                              | بريدة                                                |                                                                                                |
| 70    | 2002   | 2001/11/29                                           | دوري الدرجة الأولى                                   | الرائد                                               | 1–2                                                  | التعاون                                              | بريدة                                                |                                                                                                |
| 71    | 2002   | 2002/3/7                                             | دوري الدرجة الأولى                                   | التعاون                                              | 2–3                                                  | الرائد                                               | بريدة                                                |                                                                                                |
| -     | 2003   | لم يلتقيا لصعود الرائد للممتاز                       | لم يلتقيا لصعود الرائد للممتاز                       | لم يلتقيا لصعود الرائد للممتاز                       | لم يلتقيا لصعود الرائد للممتاز                       | لم يلتقيا لصعود الرائد للممتاز                       | لم يلتقيا لصعود الرائد للممتاز                       |                                                                                                |
| 72    | 2004   | 2003/9/7                                             | كأس الأمير فيصل (كأس الاتحاد) درجة أولى              | الرائد                                               | 0–3                                                  | التعاون                                              | بريدة                                                | (بالاحتجاج)                                                                                    |
| 73    | 2004   | 2003/9/30                                            | كأس الأمير فيصل (كأس الاتحاد) درجة أولى              | التعاون                                              | 2–1                                                  | الرائد                                               | بريدة                                                |                                                                                                |
| 74    | 2004   | 2003/12/5                                            | دوري الدرجة الأولى                                   | الرائد                                               | 2–0                                                  | التعاون                                              | بريدة                                                | أحمد غانم ووليد الركبي                                                                         |
| 75    | 2004   | 2004/3/10                                            | دوري الدرجة الأولى                                   | التعاون                                              | 1–2                                                  | الرائد                                               | بريدة                                                | يوسف المنصور، وليد الركبي وحمد العريفي                                                         |
| 76    | 2005   | 2004/9/15                                            | كأس الأمير فيصل (كأس الاتحاد) درجة أولى              | الرائد                                               | 1–0                                                  | التعاون                                              | بريدة                                                | حمد العريفي                                                                                    |
| 77    | 2005   | 2004/10/17                                           | كأس الأمير فيصل (كأس الاتحاد) درجة أولى              | التعاون                                              | 0–0                                                  | الرائد                                               | بريدة                                                |                                                                                                |
| 78    | 2005   | 2004/12/23                                           | تصفيات كأس ولي العهد                                 | الرائد                                               | 1–0                                                  | التعاون                                              | بريدة                                                | صالح الغامدي                                                                                   |
| 79    | 2005   | 2005/2/11                                            | دوري الدرجة الأولى                                   | الرائد                                               | 1–0                                                  | التعاون                                              | بريدة                                                | سعود السعيدان                                                                                  |
| 80    | 2005   | 2005/5/1                                             | دوري الدرجة الأولى                                   | التعاون                                              | 1–1                                                  | الرائد                                               | بريدة                                                | صابر حسين، فارس العمري                                                                         |
| 81    | 2006   | 2005/12/22                                           | دوري الدرجة الأولى                                   | الرائد                                               | 4–3                                                  | التعاون                                              | بريدة                                                | عبد الرحمن المرجان(2) وصالح الغامدي ونواف الدعجاني، ناشئ العرماني وحسن الزهراني ومحمد الراشد   |
| 82    | 2006   | 2006/3/31                                            | دوري الدرجة الأولى                                   | التعاون                                              | 0–0                                                  | الرائد                                               | بريدة                                                |                                                                                                |
| -     | 2007   | لم يلتقيا لهبوط الرائد للدرجة الثانية                | لم يلتقيا لهبوط الرائد للدرجة الثانية                | لم يلتقيا لهبوط الرائد للدرجة الثانية                | لم يلتقيا لهبوط الرائد للدرجة الثانية                | لم يلتقيا لهبوط الرائد للدرجة الثانية                | لم يلتقيا لهبوط الرائد للدرجة الثانية                |                                                                                                |
| 83    | 2008   | 2007/11/16                                           | دوري الدرجة الأولى                                   | الرائد                                               | 1–0                                                  | التعاون                                              | بريدة                                                | نواف الدعجاني                                                                                  |
| 84    | 2008   | 2007/12/6                                            | تصفيات كأس ولي العهد                                 | الرائد                                               | 1–2                                                  | التعاون                                              | بريدة                                                |                                                                                                |
| 85    | 2008   | 2008/3/19                                            | دوري الدرجة الأولى                                   | التعاون                                              | 0–1                                                  | الرائد                                               | بريدة                                                | فارس العمري                                                                                    |
| -     | 2009   | لم يلتقيا لصعود الرائد للممتاز                       | لم يلتقيا لصعود الرائد للممتاز                       | لم يلتقيا لصعود الرائد للممتاز                       | لم يلتقيا لصعود الرائد للممتاز                       | لم يلتقيا لصعود الرائد للممتاز                       | لم يلتقيا لصعود الرائد للممتاز                       |                                                                                                |
| 86    | 2010   | 2009/10/3                                            | كأس الأمير فيصل (كأس الاتحاد)                        | الرائد                                               | 1–4                                                  | التعاون                                              | بريدة                                                | عبد المجيد الرويلي، عبد الرحمن العروان وسعيد الأحمري وعبد الرزاق حسين وعبد الله حيدر           |
| 87    | 2010   | 2009/12/6                                            | كأس الأمير فيصل (كأس الاتحاد)                        | التعاون                                              | 1–1                                                  | الرائد                                               | بريدة                                                | بدر الخميس، موسى الشمري                                                                        |
| 88    | 2011   | 2010/9/17                                            | دوري زين                                             | الرائد                                               | 0–1                                                  | التعاون                                              | بريدة                                                | محمد الراشد                                                                                    |
| 89    | 2011   | 2011/2/25                                            | دوري زين                                             | التعاون                                              | 0–0                                                  | الرائد                                               | بريدة                                                |                                                                                                |
| 90    | 2012   | 2011/12/16                                           | دوري زين                                             | الرائد                                               | 2–0                                                  | التعاون                                              | بريدة                                                | يحيى المسلم ووليد الجيزاني                                                                     |
| 91    | 2012   | 2012/4/13                                            | دوري زين                                             | التعاون                                              | 0–2                                                  | الرائد                                               | بريدة                                                | إبراهيم مدخلي وبندر القرني                                                                     |
| 92    | 2013   | 2012/9/2                                             | دوري زين                                             | الرائد                                               | 1–0                                                  | التعاون                                              | بريدة                                                | إيف ديبا إيلونغا                                                                               |
| 93    | 2013   | 2013/1/31                                            | دوري زين                                             | التعاون                                              | 2–2                                                  | الرائد                                               | بريدة                                                | محمد الراشد(2)، عبد العزيز الجبرين(2)                                                          |
| 94    | 2014   | 2013/11/30                                           | دوري جميل                                            | الرائد                                               | 1–2                                                  | التعاون                                              | بريدة                                                | فهد الجهني، بول إيفولو وفينيسيوس ريتشي                                                         |
| 95    | 2014   | 2014/3/22                                            | دوري جميل                                            | التعاون                                              | 0–0                                                  | الرائد                                               | بريدة                                                |                                                                                                |
| 96    | 2015   | 2014/9/11                                            | دوري جميل                                            | الرائد                                               | 0–0                                                  | التعاون                                              | بريدة                                                |                                                                                                |
| 97    | 2015   | 2015/2/28                                            | دوري جميل                                            | التعاون                                              | 3–1                                                  | الرائد                                               | بريدة                                                | إسماعيل المغربي وإبراهيم الطلحي وماجد هزازي، أمجد راضي يوسف                                    |
| 98    | 2016   | 2015/12/9                                            | دوري جميل                                            | الرائد                                               | 0–2                                                  | التعاون                                              | بريدة                                                | عدنان فلاتة ونايف الموسى                                                                       |
| 99    | 2016   | 2016/4/22                                            | دوري جميل                                            | التعاون                                              | 1–1                                                  | الرائد                                               | بريدة                                                | عبد المجيد الرويلي، إسماعيل بانغورا                                                            |
| 100   | 2017   | 2016/9/16                                            | دوري جميل                                            | الرائد                                               | 1–2                                                  | التعاون                                              | بريدة                                                | صالح الشهري، منير الحمداوي وسعيد الدوسري                                                       |
| 101   | 2017   | 2017/1/26                                            | دوري جميل                                            | التعاون                                              | 2–3                                                  | الرائد                                               | بريدة                                                | أحمد الزين(2)، إسماعيل بانغورا(2) وعبد الكريم القحطاني                                         |
| 102   | 2017   | 2017/2/7                                             | كأس الملك دور16                                      | الرائد                                               | 0–1                                                  | التعاون                                              | بريدة                                                | لوسيان سانمارتين                                                                               |
| 103   | 2018   | 2017/9/23                                            | دوري المحترفين                                       | الرائد                                               | 2–2                                                  | التعاون                                              | بريدة                                                | إسماعيل المغربي ونايف هزازي، إسماعيل بانغورا(2)                                                |
| 104   | 2018   | 2018/1/12                                            | دوري المحترفين                                       | التعاون                                              | 2–2                                                  | الرائد                                               | بريدة                                                | جفين البيشي ويحيى المسلم(خطأ في مرماه)، يحيى المسلم وشيكابالا                                  |
| 105   | 2019   | 2018/12/25                                           | دوري الأمير محمد بن سلمان                            | الرائد                                               | 2–1                                                  | التعاون                                              | بريدة                                                | حسين الشويش وصالح الشهري، جوناثان بينيتيس                                                      |
| 106   | 2019   | 2019/3/7                                             | دوري الأمير محمد بن سلمان                            | التعاون                                              | 2–1                                                  | الرائد                                               | بريدة                                                | ربيع سفياني(2)، صالح الشهري                                                                    |
| 107   | 2020   | 2019/11/6                                            | دوري الأمير محمد بن سلمان                            | الرائد                                               | 0–3                                                  | التعاون                                              | بريدة                                                | مد الله العليان وعبد المجيد السواط وهيلدون راموس                                               |
| 108   | 2020   | 2020/02/22                                           | دوري الأمير محمد بن سلمان                            | التعاون                                              | 1–1                                                  | الرائد                                               | بريدة                                                | محمد السهلاوي، محمد فوزير                                                                      |
| 109*  | 2021   | 2021/1/9                                             | دوري الأمير محمد بن سلمان                            | التعاون                                              | 0–0                                                  | الرائد                                               | بريدة                                                |                                                                                                |
| 110*  | 2021   | 2021/5/15                                            | دوري الأمير محمد بن سلمان                            | الرائد                                               | 1–2                                                  | التعاون                                              | بريدة                                                | عبدالله المقرن، سميحان النابت وأليخاندرو روميرو (كاكو)                                         |
| 111   | 2022   | 2021/9/17                                            | دوري الأمير محمد بن سلمان                            | التعاون                                              | 3–5                                                  | الرائد                                               | بريدة                                                | لياندر توامبا(2) وهنريقو لوفانور، كريم البركاوي(2) ورائد الغامدي ومنصور البيشي وعبدالله المقرن |
| 112   | 2022   | 2022/2/12                                            | دوري الأمير محمد بن سلمان                            | الرائد                                               | 0–3                                                  | التعاون                                              | بريدة                                                | مصطفى فتحي(2) ولياندر توامبا                                                                   |
| 113   | 2023   | 2023/12/31                                           | دوري روشن                                            | الرائد                                               | 2–3                                                  | التعاون                                              | بريدة                                                | جوليو تافاريس ومحمد فوزير، أليخاندرو روميرو وماركو اركاليني ولياندر توامبا                     |
| 114   | 2023   | 2023/5/9                                             | دوري روشن                                            | التعاون                                              | 2–1                                                  | الرائد                                               | بريدة                                                | ألفارو ميدران وأليخاندرو روميرو، جوليو تافاريس                                                 |

* الملعب: ملعب مدينة الملك عبد الله الرياضية بمدينة بريدة في القصيم.
* 109 و110: أقيمتا بدون حضور جماهيري وذلك بسبب جائحة كورونا.

## أرقام تهديفية

### الأكثر تسجيلاً في الديربي
* كل لاعب سجل 3 أهداف فأكثر.
| الترتيب | اللاعب           | الفريق  | الدوري | الملك | العهد | الاتحاد | الودية | المجموع* |
| ------- | ---------------- | ------- | ------ | ----- | ----- | ------- | ------ | -------- |
| 1       | إسماعيل بانغورا  | الرائد  | 5      | -     | -     | -       | -      | 5        |
| 2       | سعيد الأحمري     | التعاون | 4      | -     | -     | 1       | -      | 5        |
| 3       | مودي نجاي        | الرائد  | 5      | -     | -     | -       | -      | 5        |
| 4       | صالح المبارك     | الرائد  | 4      | -     | -     | -       | -      | 4        |
| 5       | مغنم النجدي      | الرائد  | 4      | -     | -     | -       | -      | 4        |
| 6       | أحمد غانم        | الرائد  | 4      | -     | -     | -       | -      | 4        |
| 7       | محمد الراشد      | التعاون | 4      | -     | -     | -       | -      | 4        |
| 8       | فارس العمري      | الرائد  | 4      | -     | -     | -       | -      | 4        |
| 9       | لياندر تاومبا    | التعاون | 4      | -     | -     | -       | -      | 4        |
| 10      | موسى البرجس      | التعاون | 3      | -     | -     | -       | -      | 3        |
| 11      | أحمد السكاكر     | التعاون | 3      | -     | -     | -       | -      | 3        |
| 12      | محمد السلال      | الرائد  | 3      | -     | -     | -       | -      | 3        |
| 13      | صالح الشهري      | الرائد  | 3      | -     | -     | -       | -      | 3        |
| 14      | أليخاندرو روميرو | التعاون | 3      | -     | -     | -       | -      | 3        |

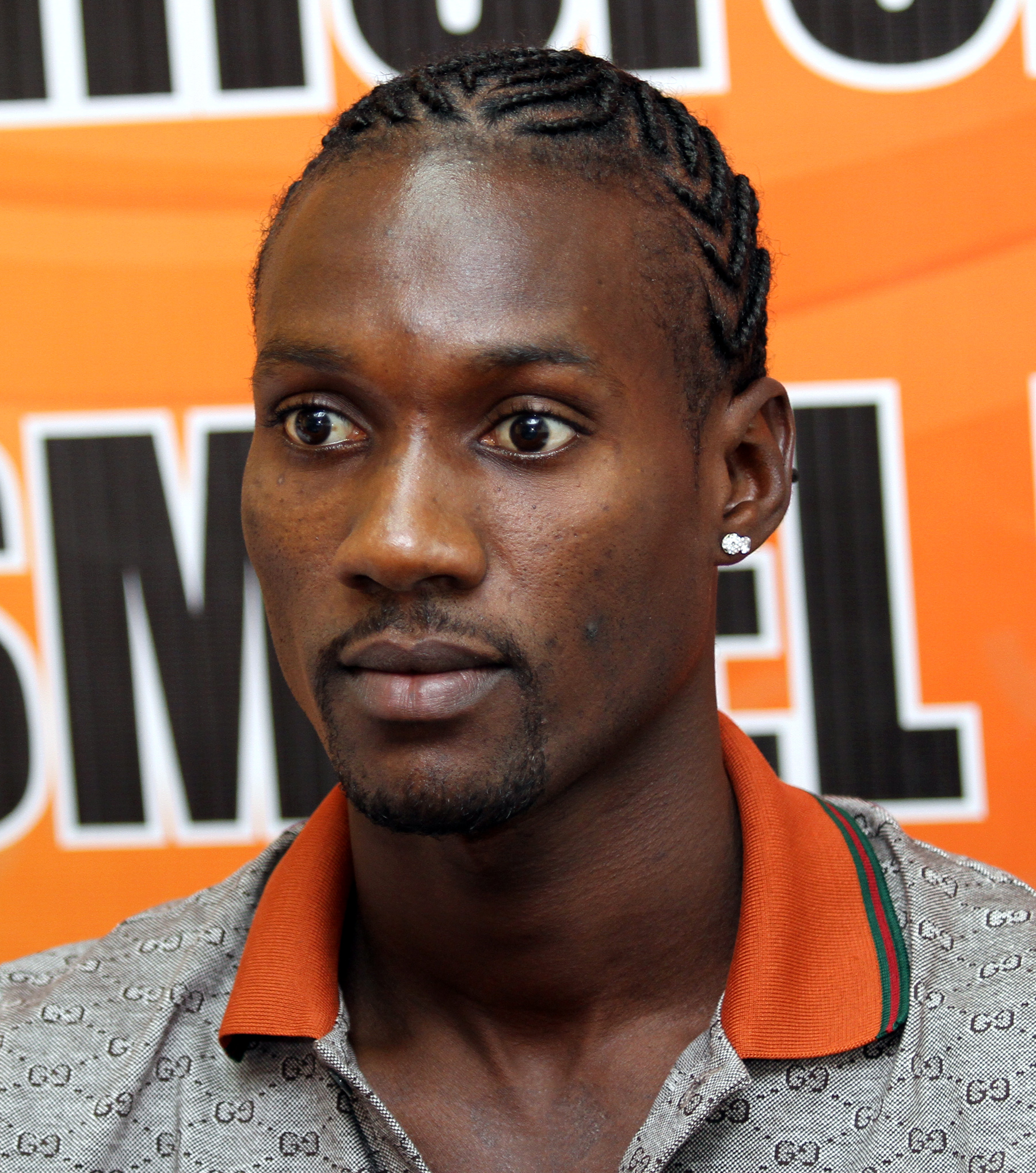
إسماعيل بانغورا.

* المجموع: يشمل الأهداف التي سجلت في كل الدرجات.

### أصحاب الهاتريك والثنائية

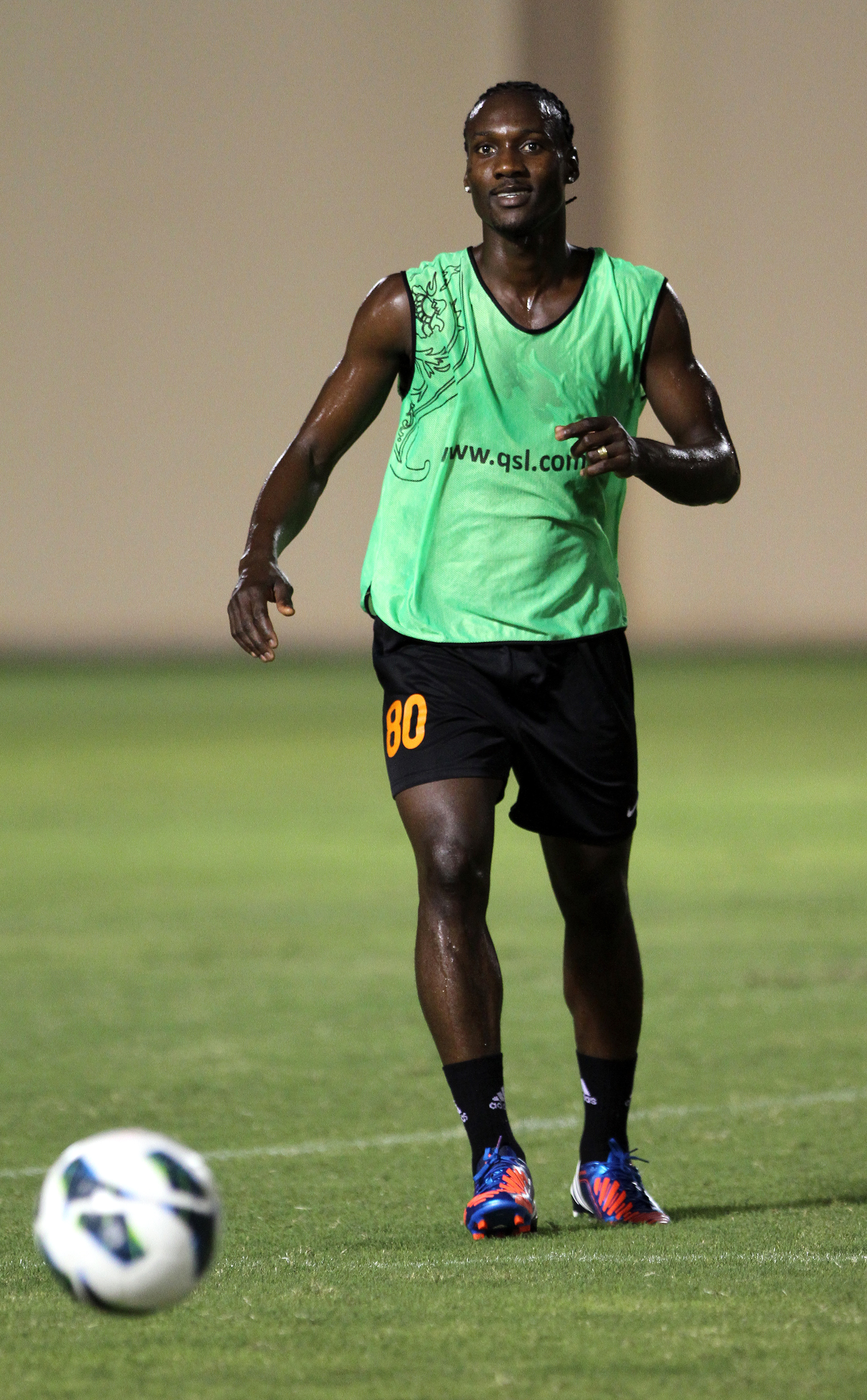
إسماعيل بانغورا.

* التسجيل في مباراة واحدة (القائمة المتوفرة من عام 2002).
- مودي نجاي سجل هاتريك مع فريقه الرائد في دوري الدرجة الأولى 2002.[9]
- عبد الرحمن المرجان سجل ثنائية مع فريقه الرائد في دوري الدرجة الأولى 2006.
- عبد العزيز الجبرين سجل ثنائية مع فريقه الرائد في دوري الدرجة الممتازة 2012.
- محمد الراشد سجل ثنائية مع فريقه التعاون في دوري الدرجة الممتازة 2012.
- إسماعيل بانغورا سجل ثنائية مرتين مع فريقه الرائد في دوري الدرجة الممتازة 2017 و2018.
- أحمد الزين سجل ثنائية مع فريقه التعاون في دوري الدرجة الممتازة 2017.
- ربيع سفياني سجل ثنائية مع فريقه التعاون في دوري الدرجة الممتازة 2019.
- لياندر تاومبا سجل ثنائية مع فريقه التعاون في دوري الدرجة الممتازة 2022.
- كريم البركاوي سجل ثنائية مع فريقه الرائد في دوري الدرجة الممتازة 2022.
- مصطفى فتحي سجل ثنائية مع فريقه التعاون في دوري الدرجة الممتازة 2022.

### الأهداف الأسرع في الديربي

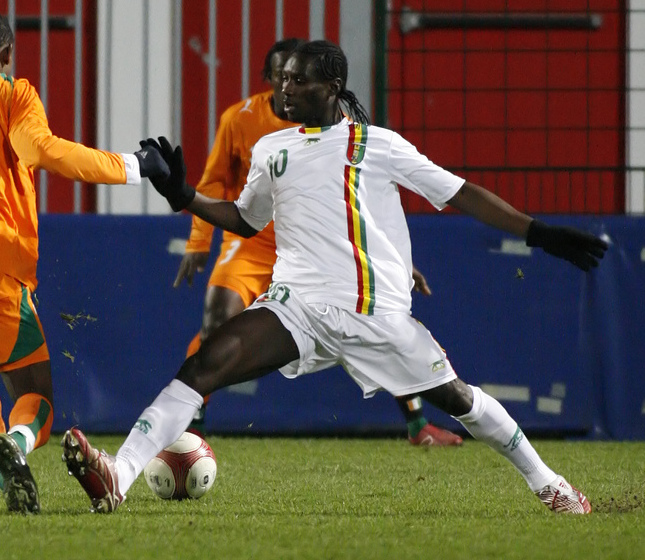
إسماعيل بانغورا.

* كل هدف سجل في الدقيقة 10 وأقل.
| الترتيب | اللاعب              | لمصلحة  | الموسم | المناسبة       | الدور | الدقيقة | الهدف | النتيجة | الملعب |
| ------- | ------------------- | ------- | ------ | -------------- | ----- | ------- | ----- | ------- | ------ |
| 1       | مد الله العليان     | التعاون | 2020   | الدوري الممتاز | دور1  | 1.27    | تقدم  | 0-2     | بريدة  |
| 2       | محمد الراشد         | التعاون | 2013   | الدوري الممتاز | دور2  | 1.33    | تقدم  | 2-2     | بريدة  |
| 3       | إسماعيل بانغورا     | الرائد  | 2017   | الدوري الممتاز | دور2  | 3.41    | تقدم  | 2-3     | بريدة  |
| 4       | صالح المبارك        | الرائد  | 1986   | دوري الأولى    | دور2  | 4.00    | تقدم  | 0-2     | بريدة  |
| 5       | جفين البيشي         | التعاون | 2018   | الدوري الممتاز | دور2  | 4.18    | تقدم  | 2-2     | بريدة  |
| 6       | أليخاندرو روميرو    | التعاون | 2023   | دوري روشن      | دور1  | 4.27    | تقدم  | 2-3     | بريدة  |
| 7       | يحيى المسلم         | الرائد  | 2018   | الدوري الممتاز | دور2  | 5.41    | تعادل | 2-2     | بريدة  |
| 8       | صابر حسين           | التعاون | 2005   | دوري الأولى    | دور2  | 6.00    | تقدم  | 1-1     | بريدة  |
| 9       | عبد الكريم القحطاني | الرائد  | 2017   | الدوري الممتاز | دور2  | 8.19    | تعزيز | 2-3     | بريدة  |

### الأهداف القاتلة في الديربي
* كل هدف سجل في الدقيقة 90 وأكثر.
| الترتيب | اللاعب          | لمصلحة  | الموسم | المناسبة       | الدور  | الشوط  | الدقيقة | الهدف | النتيجة | الملعب |
| ------- | --------------- | ------- | ------ | -------------- | ------ | ------ | ------- | ----- | ------- | ------ |
| 1       | ربيع سفياني     | التعاون | 2019   | الدوري الممتاز | دور2   | الثاني | 98.51   | فوز   | 1-2     | بريدة  |
| 2       | حمد العريفي     | الرائد  | 2004   | دوري الأولى    | دور2   | الثاني | 94.40   | فوز   | 1-2     | بريدة  |
| 3       | صالح الغامدي    | الرائد  | 2005   | كأس ولي العهد  | تصفيات | الثاني | 94.00   | فوز   | 0-1     | بريدة  |
| 4       | محمد فوزير      | الرائد  | 2023   | دوري روشن      | دور1   | الثاني | 93.11   | تقليص | 3-2     | بريدة  |
| 5       | ماجد هزازي      | التعاون | 2015   | الدوري الممتاز | دور2   | الثاني | 92.13   | تعزيز | 1-3     | بريدة  |
| 6       | بندر القرني     | الرائد  | 2012   | الدوري الممتاز | دور2   | الثاني | 90.29   | تعزيز | 0-2     | بريدة  |
| 7       | وليد الركبي     | الرائد  | 2004   | دوري الأولى    | دور2   | الثاني | 90.00   | تعادل | 1-2     | بريدة  |
| 8       | جوناثان بينيتيس | التعاون | 2019   | الدوري الممتاز | دور1   | الثاني | 89.57   | تقليص | 2-1     | بريدة  |
| 9       | هيلدون راموس    | التعاون | 2020   | الدوري الممتاز | دور1   | الثاني | 89.42   | تعزيز | 0-3     | بريدة  |
| 10      | إبراهيم الطلحي  | التعاون | 2015   | الدوري الممتاز | دور2   | الثاني | 89.38   | تقدم  | 1-3     | بريدة  |

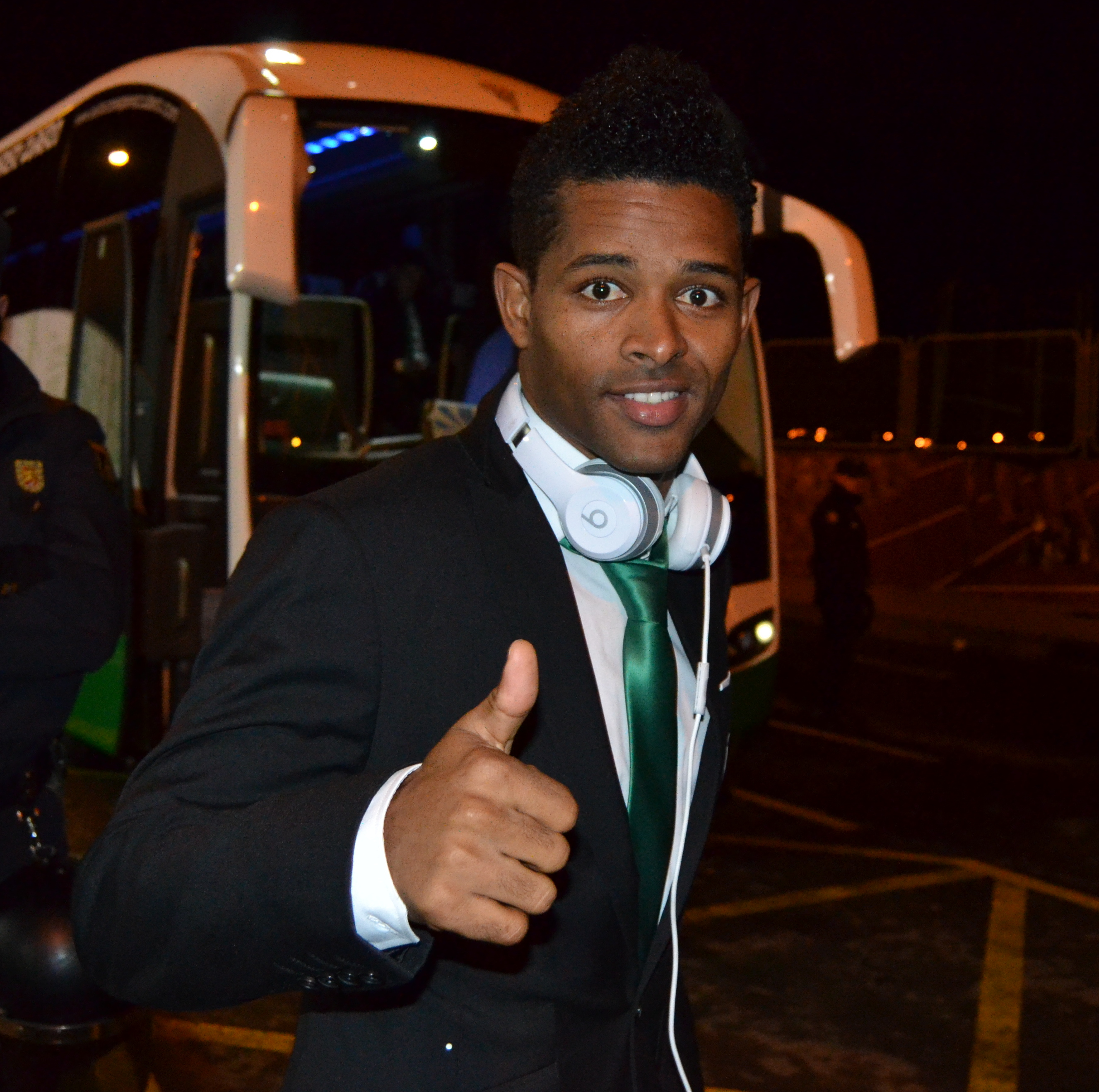
هيلدون راموس.

* تم احتساب أي هدف تجاوز الدقيقة 89 لأنه يجبر ويعتبر في الدقيقة 90.

## سجلوا في مرماهم
* (القائمة المتوفرة من عام 2004).
- يحيى المسلم سجل في مرمى فريقه الرائد 2018.

## من ذاكرة الديربي

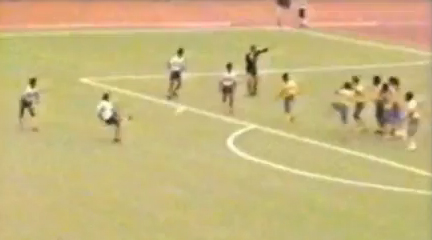
ديربي بريدة.

يدوّن أنصار الفريقين أحداث كثيرة مرت على الديربي منها ثلاثة أحداث يعتبرونها تاريخية كونها أسهمت في صعود وهبوط الفريقين للدرجة الثانية والأولى والصعود للممتاز، الحدث الأول حين ذاق الرائد مرارة الهبوط لدوري الأرياف (الدرجة الثانية) موسم 1980-1981 عندما فاز عليه التعاون بهدف لاعبه السوداني النيلي ليكتب هبوطه لـ دوري الدرجة الثانية، الحدث الثاني في موسم 1986-1987 حين ذاق الرائد هذه المرة طعم الصعود لـ الدوري الممتاز عقب تغلبه على التعاون 0/2 وهي أول مباراة للفريقين تنقلها الإذاعة السعودية مباشرة من ملاعب القصيم، قادها الحكم عبد الله الناصر نائب رئيس لجنة التحكيم السابقة وراقبها فنياً الحكم عبد الرحمن الدهام، وكان الرائد يحتاج إلى الفوز على التعاون ليكون أول فريق من منطقة القصيم يخرج من دوري الأولى لدوري الأضواء، فيما كان التعاون يكفيه الفوز أو التعادل ليصعد بدلاً من الرائد، واحتشد في هذه المباراة أكثر من 20 ألفاً في مدرجات مدينة الملك عبد الله بن عبد العزيز الرياضية في بريدة، أما الحدث الثالث فكان في يوم 29 من شهر مارس من عام 1996 وهو يوم رد الدين من التعاون عندما أجبر نده الرائد على الهبوط ومرافقته لـ دوري الدرجة الأولى عقب تغلبه عليه بنتيجة 1/5 في أكبر نتيجة بين الفريقين ضمن الدوري الممتاز ليهبطا سوياً للدرجة الأولى، وشهدت هذه المباراة ولأول مرة أول نقل تلفزيوني مباشر عبر القناة السعودية الأولى، وكان الرائد قبل المباراة شبه ضامن للبقاء والتعاون هابط لا محالة لكن التعاون بحاجة للفوز بأكثر من ثلاثة أهداف ليحقق مبتغاه ويسحب جاره معه للدرجة الأولى وهذا ما حدث عندما فاز التعاون بخمسة مقابل هدف، سجل أهداف التعاون أحمد السكاكر "هدفين" وحماد الحماد وموسى سحاب وأحمد الحداد وسجل هدف الرائد الوحيد السنغالي مودي نجاي.

## أولويات بين الفريقين

الدوري الممتاز.

التلفزيون السعودي.

- أول فوز في دوري منطقة القصيم الرائد 3-1 التعاون موسم 1962.
- أول فوز في دوري الدرجة الأولى التعاون 1-0 الرائد موسم 1981.
- أول فوز في دوري الدرجة الممتازة التعاون 5-1 الرائد موسم 1996.
- أول فوز في تصفيات كأس الملك التعاون 1-0 الرائد موسم 1985.
- أول فوز في تصفيات كأس ولي العهد الرائد 3-1 التعاون موسم 1963.
- أول فوز في كأس الاتحاد (الأمير فيصل) الرائد 1-0 التعاون موسم 1976.
- أول فوز في دوري خادم الحرمين الشريفين التعاون 5-1 الرائد موسم 1996.
- أول فوز في دوري زين للمحترفين التعاون 1-0 الرائد موسم 2011.
- أول فوز في دوري جميل للمحترفين التعاون 2-1 الرائد موسم 2014.
- أول فوز في دوري الأمير محمد بن سلمان للمحترفين الرائد 2-1 التعاون موسم 2019.
- أول فوز في دوري روشن للمحترفين التعاون 3-2 الرائد موسم 2023.
- أول فريق يصعد لدوري الدرجة الأولى التعاون وشارك فيه موسم 1979.
- أول فريق يصعد لدوري الدرجة الممتازة الرائد وشارك فيه موسم 1987.
- أول مباراة للفريقين تنقل في الإذاعة الرائد 2-0 التعاون موسم 1987.
- أول مباراة للفريقين تنقل في التلفزيون التعاون 5-1 الرائد موسم 1996.
- أول مباراة للفريقين تقام بدون حضور جماهيري التعاون 0-0 الرائد موسم 2021.